# Peter Pratt
Ne doit pas être confondu avec Peter Praet.
Pour les articles homonymes, voir Pratt.
Peter Pratt est un acteur britannique né le 21 mars 1923 à Eastbourne et décédé le 11 janvier 1995 à Londres.

## Filmographie
- 1972 : The Edwardians (en) (feuilleton TV) : Charlie Coburn
- 1973 : Murder Must Advertise (feuilleton TV) : Mr. Pym
- 1973 : The Brontes of Haworth (feuilleton TV) : Mr. Woolven
- 1974 : La Chute des aigles (Fall of Eagles) (feuilleton TV) : Singer
- 1976 : Doctor Who (The Deadly Assassin): Le Maître
- 1982 : The Story of Ruth : Dr. Peter Ferris
- 1983 : The Best of Gilbert and Sullivan (vidéo) : Soloist